# ERSC Amberg
Der ERSC Amberg ist ein Eishockeyverein aus Amberg in der Oberpfalz. Größter Erfolg des Vereins war der Aufstieg in die zweitklassige Hacker-Pschorr-Liga 1997. Seit der Saison 2020/21 spielt die erste Mannschaft in der Bayernliga.

## Geschichte

### 1953 bis 1964
Im schon 1950 gegründete Verein ERSC Amberg wurde 1953 eine Eishockeyabteilung gegründet, deren Mannschaften ab November 1964 im Kunsteisstadion Amberg spielen konnten.

### 1964 bis 1989
Die erstmalige Teilnahme am höherklassigen Ligenspielbetrieb gelang der Mannschaft des ERSC mit der "Bayerischem Meisterschaft auch der Aufstieg in die viertklassige Regionalliga für die Saison 1982/83, in der die Klasse gehalten und in der darauffolgenden Saison der Aufstieg in die – drittklassige – Oberliga 1984/85 gelang. Nach der Saison 1985/86 wurde die Mannschaft in die Ligen des Bayerischen Eissportverbandes zurückgezogen.

### 1989 bis 1999
In der Saison 1989/90 gelang der Wiederaufstieg aus der Bayernliga in die Regionalliga Süd, an der der ERSC bis zur Ligenneueinteilung im Sommer 1994 im Rahmen der Einführung der DEL teilnahm. Ab der Saison 1994/95 nahm die Mannschaft an der – nunmehr drittklassigen – 2. Liga Süd teil, aus der 1996/97 der Aufstieg in die zweitklassige Hacker-Pschorr-Liga 1997/98 gelang. Mit der Wiedereinführung der 2. Bundesliga zur Saison 1998/99 blieb der ERSC in die – nunmehr drittklassige – 1. Liga.

### 1999
Nachdem im Frühjahr/Sommer 1999 die finanziellen Probleme beim ERSC immer größer wurden, verlangte die Stadt Amberg für eine Unterstützung den Verkauf der bis zu diesem Zeitpunkt vereinseigenen Eishalle. Gleichzeitig trennten sich die 1966 gegründete Abteilung Eisschnelllauf und die 1977 gegründete Abteilung Eistanz vom ERSC wurden zum neuen Verein ESC Amberg.

### 1999 bis 2003
Durch den Verkauf des Stadions konnte der ERSC den Spielbetrieb in der Saison Oberliga 1999/2000 fortsetzen, nach der aber der sportliche Abstieg in die Regionalliga Süd folgte.
2000 wurde, nach erneuten Schwierigkeiten beim ERSC, der EC 2000 Amberg gegründet, der aber den Spielbetrieb nicht aufnahm. In der Saison 2000/01 nahm zugleich letztmals die 2. Mannschaft des ERSC auch am Spielbetrieb teil.
Nach einer weiteren Saison in der Regionalliga rückte die Mannschaft des ERSC im Sommer 2002 durch die Abschaffung der Regionalliga als vierte Spielklasse im Süden in die – drittklassige – Oberliga auf.

### 2003 bis 2006
Während der Oberliga Saison 2002/03 musste aufgrund der finanziellen Probleme beim ERSC der Insolvenzantrag gestellt werden und im Sommer 2003 wurde vom zuständigen Amtsgericht zugestimmt, dass das Insolvenzverfahren in Eigenverwaltung durchgeführt werden konnte. Die weitere Teilnahme der Seniorenmannschaft an der Oberliga wurde durch den Versuch einer Auslagerung der Mannschaft mit Übertragung der Lizenz an eine Wild Lions Eishockey GbR scheiterte. Durch die Insolvenz in Eigenverwaltung konnte der ERSC am Spielbetrieb weiterhin teilnehmen, jedoch hatte die Mannschaft als nichtsportlicher Absteiger in die Ligen des Bayerischen Eissportverbandes an der sechstklassigen Bezirksliga Bayern teilzunehmen. Der Mannschaft des ERSC gelang der Aufstieg in die fünftklassige Landesliga Bayern.

### Seit 2006
Im Frühjahr 2006 wurde der 2000 gegründete EC2000 wieder zum Leben erweckt und nahm in der Saison 2006/07 zusätzlich zur Mannschaft des ERSC, die an der fünftklassigen Landesliga Bayern teilnahm, mit einer eigenen Mannschaft an der sechstklassigen Bezirksliga Bayern teil. Im Frühsommer 2007 konnte der ERSC die bekanntgewordene Kündigung des Kooperationsvertrags durch den ESC durch den der ERSC das Stadion nutzen kann, wegen ausstehender Zahlungen gerade noch verhindern, jedoch konnte  zur Saison 2007/08 von Seiten des ERSC nur noch eine Seniorenmannschaft – aber keine Nachwuchsmannschaften zum Spielbetrieb gemeldet werden. Stattdessen meldete der EC2000 Mannschaften.
Der ERSC nimmt in der Saison 2007/08 mit der Seniorenmannschaft an der fünftklassigen Landesliga Bayern teil. Der EC2000, dessen Seniorenmannschaft in der sechstklassigen Bezirksliga Bayern den Gruppensieg erreichte, hat in der aktuellen Saison 2007/08 auch teilnehmende Nachwuchsmannschaften.
Im Sommer 2008 konnte der ERSC Amberg das Insolvenzverfahren in Eigenverwaltung beenden.
2008/09 spielten die Seniorenmannschaften beider Vereine in der fünftklassigen Landesliga Bayern. Die am Spielbetrieb teilnehmenden Nachwuchsmannschaften gehören dem EC 2000 an. Der EC 2000 Amberg schloss die Saison als Tabellendritter, der ERSC Amberg als 6. der Abstiegsrunde ab. Somit erreichte der EC 2000 Amberg bereits in seiner ersten Saison in der Landesliga eine deutlich bessere Platzierung als der Lokalrivale. Im direkten Vergleich hatte allerdings der ERSC die Nase vorne (5:5 und 5:3).
In der Folgesaison (2009/10) wendete sich das Blatt und der EC2000 konnte im direkten Vergleich punkten (8:4 und 6:6). Am Ende der Saison verfehlten die Ravens allerdings das Ziel „Klassenerhalt“, somit wird es vorerst keine weiteren Stadtderbys geben. Während der Saison wurde auf Vorschlag der Stadt und des Hallenbetreibers auch über eine Fusion der beiden Vereine verhandelt. Dieser kam letztendlich nicht zustande.
In den Spielzeiten 2010/11 bis 2013/14 traten die Wild Lions in der fünftklassigen Landesliga Bayern und der EC2000 in der sechstklassigen Bezirksliga Bayern an. Im Sommer 2014 einigten sich beide Vereine auf einen Fusionsvertrag, wobei der EC 2000 im ERSC aufging, der vom BEV die Spielerlaubnis für die Bayerischle Landesliga erhielt.

## Erfolge
| - Aufstieg in die 1. Eishockey-Liga 1997 - Vizemeister 2. Eishockey-Liga Süd 1997 - Aufstieg in die 2. Eishockey-Liga 1994 - Aufstieg in die Oberliga 1984, 2002 - Regionalliga Süd 3. Platz 1984 - Aufstieg in die Regionalliga 1982, 2020 - Bayerischer Eishockey-Meister 1982 | - Bayerischer Vizemeister 1990 - Verzahnungsrunde zur Bayernliga/4. Liga Gr. C 2018 - Meister Bayernliga Gr. B 1990 - Aufstieg in die Landesliga (4. Liga) 1964 - Meister Landesliga-Bayern Gr. 1 (N/O) 2018, 2019 - Vizemeister Landesliga Nord 1987, 1989, 2005, 2017, (N/O) 2020 - Bayerischer Kreismeister 1964 |

### Platzierungen
| Saisondaten ab 1971 | Saisondaten ab 1971 | Saisondaten ab 1971 | Saisondaten ab 1971 | Saisondaten ab 1971 | Saisondaten ab 1971 | Saisondaten ab 1971 | Saisondaten ab 1971    | Saisondaten ab 1971 |
| Saison              | Liga                | Klasse              | Gruppe              | Platzierung         | PO                  | PD                  | Endplatzierung         | Zuschauerschnitt    |
| ------------------- | ------------------- | ------------------- | ------------------- | ------------------- | ------------------- | ------------------- | ---------------------- | ------------------- |
| 2024/25             | Regionalliga        | I V                 | (BYL)               | 11. Platz           |                     | X                   | Abstiegsrunde 2. Gr. A | 744                 |
| 2023/24             | Regionalliga        | I V                 | (BYL)               | 8. Platz            | X                   |                     | Viertelfinale          | 779                 |
| 2022/23             | Regionalliga        | I V                 | (BYL)               | 2. Platz            | X                   |                     | 5. Platz               | 701                 |
| 2021/22             | Regionalliga        | I V                 | (BYL)               | 6. Platz            | X                   |                     | 3. Platz               | 492                 |
| 2020/21             | Regionalliga        | I V                 | (BYL)               | (12. Platz)         | –                   | –                   | Ende nach 7 Spieltagen | (Covid–19)          |
| 2019/20             | Landesliga          | V                   | Gr. 1 (N/O)         | Vizemeister         | BLL                 |                     | 4. Platz Aufstieg ↑    | 710                 |
| 2018/19             | Landesliga          | V                   | Gr. 1 (N/O)         | Meister             | BLL                 |                     | 5. Gr. C, BLL 4. Platz | 472                 |
| 2017/18             | Landesliga          | V                   | Gr. 1 (N/O)         | Meister             | BLL                 |                     | 5. Gruppe C            | 460                 |
| 2016/17             | Landesliga          | V                   | Gruppe 1            | Vizemeister         | BLL                 |                     | Viertelfinale          | 388                 |
| 2015/16             | Landesliga          | V                   | Gruppe 1            | 3. Platz            | BLL                 |                     | 10. Platz              | 351                 |
| 2014/15             | Landesliga          | V                   | N/O                 | 6. Platz            |                     |                     |                        | 481                 |
| 2013/14             | Landesliga          | V                   | N/O                 | 6. Platz            |                     |                     |                        | 385                 |
| 2012/13             | Landesliga          | V                   | N/O                 | 10. Platz           |                     |                     |                        | 277                 |
| 2011/12             | Landesliga          | V                   | N/O                 | 10. Platz           |                     |                     |                        | 324                 |
| 2010/11             | Landesliga          | V                   | N/O                 | 6. Platz            |                     |                     |                        | 284                 |
| 2009/10             | Landesliga          | V                   | Nord                | 7. Platz            |                     | X                   | 4. Platz N/O           | 305                 |
| 2008/09             | Landesliga          | V                   | Nord                | 6. Platz            |                     | X                   | 6. Platz N/O           | 496                 |
| 2007/08             | Landesliga          | V                   | Nord                | 4. Platz            |                     | X                   | 2. Platz Nord          |                     |
| 2006/07             | Landesliga          | V                   | Nord                | 4. Platz            | BLL                 |                     | 4. Gruppe II           |                     |
| 2005/06             | Landesliga          | V                   | Nord                | 7. Platz            |                     | X                   | 1. Platz/Nord          |                     |
| 2004/05             | Landesliga          | V                   | Nord                | Vizemeister         | BLL                 |                     | 3. Platz Gruppe 3      |                     |
| 2003/04             | Bezirksliga         | V I                 | Nord                | Vizemeister         |                     |                     | Direktaufsteiger ↑     |                     |
| 2002/03             | Oberliga            | I I I               | Süd-Ost             | 6. Platz            |                     | X                   | 4. Platz Abstieg ↓     |                     |
| 2001/02             | Regionalliga        | I V                 |                     | 9. Platz            |                     | X                   | 1. Platz Aufstieg ↑    |                     |
| 2000/01             | Regionalliga        | I V                 | Süd                 | 8. Platz            |                     | X                   | 2. Runde               |                     |
| 1999/00             | Oberliga            | I I I               |                     | 12. Platz           |                     | X                   | 8. Qualifikation ↓     |                     |
| 1998/99             | 1. Eishockey-Liga   | I I I               | Süd                 | 7. Platz            |                     | X                   | 4. Platz/Gr. B         |                     |
| 1997/98             | 1. Eishockey-Liga   | I I                 | Süd                 | 15. Platz           |                     | X                   | 2. Platz Quali B       |                     |
| 1996/97             | 2. Eishockey-Liga   | I I I               | Süd                 | Vizemeister         | 1. Liga             |                     | 3. Runde ↑             |                     |
| 1995/96             | 2. Eishockey-Liga   | I I I               | Süd                 | 6. Platz            | 1. Liga             |                     | 5. Gruppe B            |                     |
| 1994/95             | 2. Eishockey-Liga   | I I I               | Süd                 | 6. Platz            | 1. Liga             |                     | 6. Gruppe B            |                     |
| 1993/94             | Regionalliga        | I V                 | Süd A               | 1. Platz            | RL                  |                     | 1. Qualifikation D ↑   |                     |
| 1992/93             | Regionalliga        | I V                 | Süd                 | 4. Platz            | OL                  |                     | 8. Qualifikation B     |                     |
| 1991/92             | Regionalliga        | I V                 | Süd                 | 7. Platz            | OL                  |                     | 7. Qualifikation B     |                     |
| 1990/91             | Regionalliga        | I V                 | Süd                 | 8. Platz            | OL                  |                     | 7. Qualifikation A     |                     |
| 1989/90             | Bayernliga          | V                   | Gruppe B            | Meister             | BYL                 |                     | BYL-Vizemeister ↑      |                     |
| 1988/89             | Landesliga          | V I                 | Gruppe 1            | Vizemeister         | BLL                 |                     | 5. Platz ↑             |                     |
| 1987/88             | Landesliga          | V I                 | Gruppe 1            | 3. Platz            |                     |                     |                        |                     |
| 1986/87             | Landesliga          | V I                 | Gruppe 1            | Vizemeister         | BLL                 |                     | 5. Platz               |                     |
| 1985/86             | Oberliga            | I I I               | Süd                 | 12. Platz           |                     | X                   | 2. A / Rückzug ↓       |                     |
| 1984/85             | Oberliga            | I I I               | Süd                 | 13. Platz           |                     | X                   | 1. Platz A             |                     |
| 1983/84             | Regionalliga        | I V                 | Süd                 | 3. Platz            | OL                  |                     | 3. Gruppe B ↑          |                     |
| 1982/83             | Regionalliga        | I V                 | Süd                 | 5. Platz            | RL                  |                     | 5. Platz               |                     |
| 1981/82             | Bayernliga          | V                   |                     |                     |                     |                     | Meister ↑              |                     |
| 1980/81             | Bayernliga          | V                   |                     |                     |                     |                     | 8. Platz               |                     |
| 1979/80             | Bayernliga          | V                   |                     |                     |                     |                     | 4. Platz               |                     |
| 1978/79             | Bayernliga          | V                   |                     |                     |                     |                     | 11. Platz              |                     |
| 1977/78             | Bayernliga          | V                   |                     |                     |                     |                     | 9. Platz               |                     |
| 1976/77             | Bayernliga          | V                   |                     |                     |                     |                     | 6. Platz               |                     |

Quelle: passionhockey.com,  Zeichen für Auf-/Abstieg ↑ ↓ Quelle: icehockeypage.de

## Eishalle Amberg

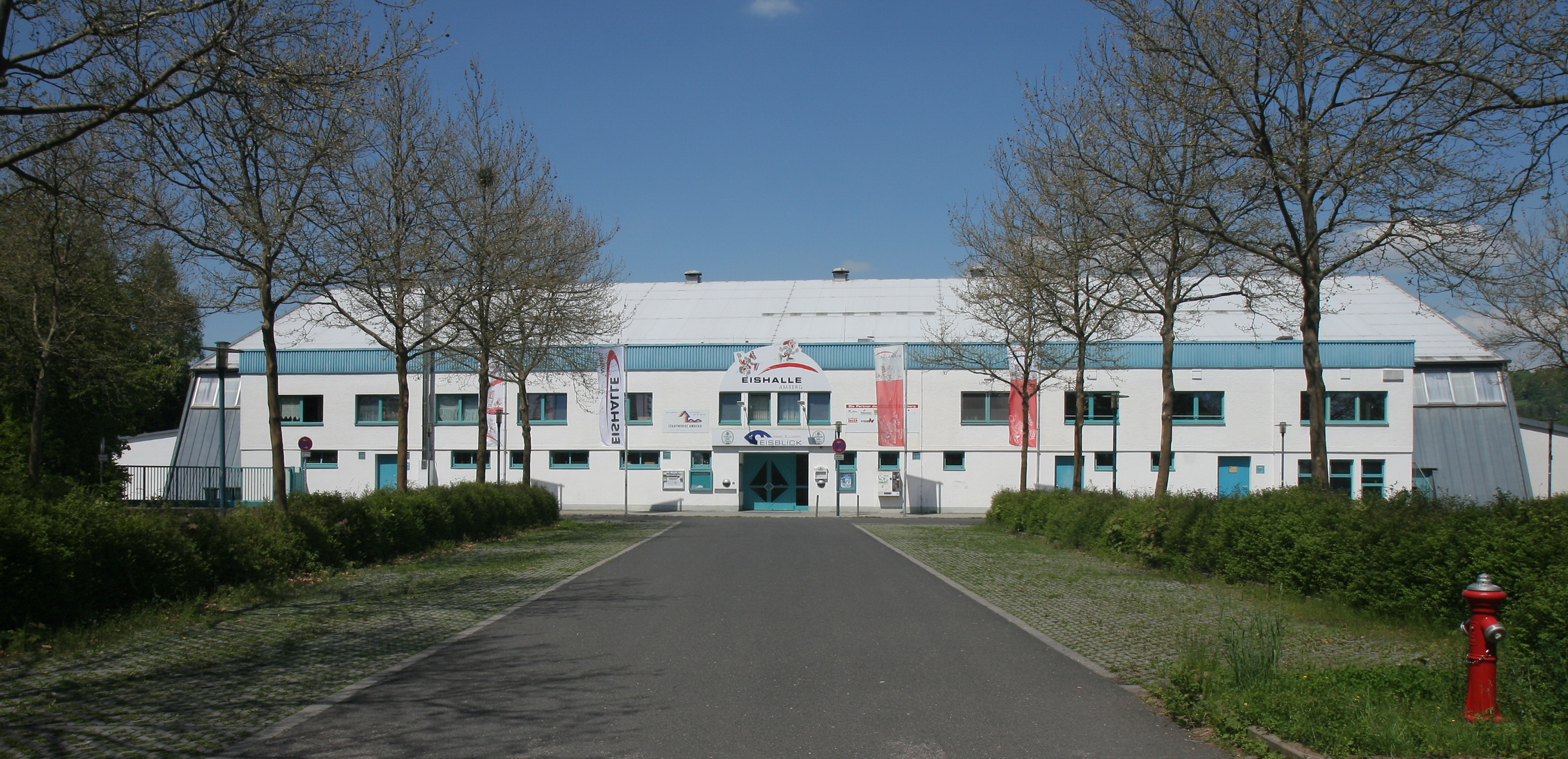
Eishalle Am Schanzl

Die Heimat der Mannschaften des ERSC ist die Eishalle Am Schanzl, die am 28. November 1964 als Kunsteisstadion eröffnet, 1979 überdacht und 1991 generalsaniert wurde. 1999 war der ERSC aus finanziellen Gründen gezwungen, die Halle an die Stadt Amberg zu verkaufen, die diese seit dem 1. August 1999 vom ESC verwalten lässt.